# Nicolas Prosper Bauyn d’Angervilliers
Nicolas Prosper Bauyn d’Angervilliers (ur. 15 stycznia 1675, zm. 15 lutego 1740) -  francuski urzędnik, wojskowy i polityk. Jego ojcem był dzierzawca generalny Prosper Bauyn d’Angervilliers. Nicolas był intenedentem kolejno Alençon (1702-1705), Delfinatu (1705-1716), Alzacji (1716-1724) i Paryża (1724-1728). Gdy zmarł Claude le Blanc został sekretarzem wojny.